# Тиоцианат кадмия
Тиоцианат кадмия — неорганическое соединение, 
соль металла кадмия и тиоциановой кислоты с формулой Cd(SCN)2,
бесцветные кристаллы,
слабо растворяется в воде.

## Получение
- Действие роданистоводородной кислоты на гидроксид или карбонат кадмия:

{\displaystyle {\mathsf {Cd(OH)_{2}+2HSCN\ {\xrightarrow {}}\ Cd(SCN)_{2}+2H_{2}O}}}
{\displaystyle {\mathsf {CdCO_{3}+2HSCN\ {\xrightarrow {\tau ^{o}C}}\ Cd(SCN)_{2}+CO_{2}\uparrow +H_{2}O}}}
- Обменная реакция сульфата кадмия и тиоцианата бария:

{\displaystyle {\mathsf {CdSO_{4}+Ba(SCN)_{2}\ {\xrightarrow {}}\ Cd(SCN)_{2}+BaSO_{4}\downarrow }}}

## Физические свойства
Тиоцианат кадмия образует бесцветные кристаллы.
Слабо растворяется в воде.

## Химические свойства
- Растворяется в растворах тиоцианатов щелочных металлов:

{\displaystyle {\mathsf {Cd(SCN)_{2}+2NaSCN\ {\xrightarrow {}}\ Na_{2}[Cd(SCN)_{4}]}}}